# Франсуа Рабле
Франсуа́ Рабле́ (фр. François Rabelais; близько 1493—1494 років, Шинон — 9 квітня 1553 року, Париж) — французький письменник, відомий своїм сатиричним романом «Гаргантюа і Пантагрюель», католицький священик, лікар, ботанік.

## Біографія
Рабле народився в Шиноні (у Турені), точна дата народження невідома — як версії називають 1493 і 1494 роки. Імовірно він був сином шинкаря (за іншими свідченнями — аптекаря, що займався і торгівлею спиртними напоями). Рабле втратив матір у ранньому віці, за іншими версіями, був дуже рано покинутий нею і відданий до монастиря.
Після шинкарського середовища, де пройшли перші десять років життя Рабле, він, за волею батька, став учнем у францисканському монастирі Сельї, потім у монастирі Де Ля Бометт, згодом потрапив, також як учень, у кордельєрське абатство у Фонтене-ле-Конт (фр. Fontenay le Comte). Збереглися відомості, що під час цих переходів він зустрів серед своїх товаришів-учнів хлопця, який згодом послужив йому зразком для однієї з найвидатніших фігур в його романі, — ченця Жана де Ентомуара.
Недостатньо освічений, щоб присвятити себе одній із «ліберальних професій», Рабле пішов у ченці. Спонукала його до цього, між іншим, і можливість при певному матеріальному забезпеченні, займатися «гуманістичними» науками, що вважалося в ті часи престижним заняттям. Чернече життя, що ним Рабле жив понад 25 років, викликало в ньому різкий спротив, він ставився з відразою до будь-яких містичних крайнощів та аскетичного вбивання плоті. Неприхильність його до чернецтва посилювалася неуцтвом, фанатизмом і, разом з тим, неробством і розпустою тих ченців, серед яких йому довелося жити, і які вже тепер давали йому надзвичайно цінний матеріал для його майбутніх сатиричних образів.
Коли незадоволення ченців, викликане частими знущаннями з них Рабле, прийняло форму переслідування, Рабле втік із монастиря, проте скоро повернувся, але через рік остаточно вийшов із францисканського ордену й перейшов у бенедиктинський. Проте, до монастиря він більше не вступав, а жив як простий священик при дворі єпископа мальєзеського (Maillezais), Жофруа д'Естісака, що вирізнявся високим рівнем освіти й епікурейськими схильностями. Навколо нього гуртувалося багато французьких «гуманістів». Мабуть, саме в цей час зав'язалися товариські стосунки Рабле з Еразмом Ротердамським, до якого він завжди виявляв щонайглибшу пошану, називаючи його своїм «батьком», навіть «матір'ю». Заступництво єпископа та впливових братів Дю-Белле дало Рабле можливість, не обтяжуючи себе виконання своїх церковних обов'язків, зайнятися ботанікою і медициною. Його лікарська практика була успішною. І до цього дня залишається в силі повчання Рабле про те, що «лікар з фізіономією похмурою, понурою, непривітною, нервовою лише засмучує хворого; лікар же з веселим, безтурботним, привітним, відкритим обличчям радує його». На противагу цвинтарного девізу схоластів «Пам'ятай про смерть», Рабле висунув тоді оптимістичне гасло «Пам'ятай про життя».
У 1530 році, зберігаючи звання священика, він вступив до медичного факультету університету Монпельє. Тут він читав публічні лекції з медицини (пояснення «Афоризмів» Гіппократа і «Ars parva» Галена), друкував деякі наукові твори та модні тоді «альманахи», нарешті, практикував, як лікар, попри те, що ступінь доктора медицини він офіційно отримав значно пізніше. Цю свою діяльність продовжував він і в Ліоні, куди переїхав з Монпельє, — та саме тут він вступав на той шлях, на якому йому призначено було здобути безсмертну славу: у 1532 або 1533 році з'явилися в першій редакції дві перші книги його знаменитого роману «Гаргантюа і Пантагрюель», без підпису автора (через страх переслідувань), під псевдонімом «Алькофрібас Назьє» (анаграма його імені і прізвища), і під заголовком «Grandes et inestimables chroniques du grand et énorme géant Gargantua».
Важливою подією в житті Рабле, майже одночасно з випуском перших книг «Гаргантюа», була його поїздка до Рима в ролі секретаря Дю-Белле. Рим збагатив його спостереженнями, цінними для сатирика, адже його критика була спрямована переважно на зіпсоване католицьке духівництво. Під час другої поїздки до Риму, при папі Павлові III, Рабле, запобігаючи перед кардиналами та іншими впливовими особами, домігся від папи прощення своїх багатьох провин (у тому числі й втечі з монастиря) та дещо поліпшив своє матеріальне становище. Проте, переслідування духівництва і парламенту, які виражалися навіть у спалюванні його книг, примушували його, незважаючи на заступництво короля Франциска I, переїздити з місця на місце, поневірятися й постійно потерпати за свою особисту безпеку, особливо з огляду на часті прояви насильства щодо його найкращих друзів та однодумців.
Нарешті, в 1551 році він отримав парафію в Медоні (містечко біля Парижа), де видав четверту книгу «Пантагрюеля». Хоча анафеми Сорбонни не вщухали, та могутня протекція (серед інших — Діани де Пуатьє) дозволила авторові вести відносно спокійне життя до самої смерті. Помер він у Парижі в 1553 році. Смерть його описана у біографів не менш легендарними подробицями, ніж все його життя; деякі з них, проте, частково підтверджуються досить надійними свідченнями. Така, наприклад, розповідь про те, що незадовго до смерті він побажав одягнутися в рясу бенедиктинського ченця, і коли його запитали про причину, відповідав каламбуром: «Beati qui moriuntur in Domino» («Блаженні, що вмирають з Господом / у костюмі доміно»); або про відповідь його послові від кардинала Шатільйона, що цікавився станом його здоров'я: «Dis à monseigneur en quelle galante humeur tu me vois: je vais quérir un grand peut-être» («Скажіть його преосвященству, у якому веселому настрої я знаходжуся — я вирушаю на пошуки великого Може бути»; або ще про слова, ніби-то вимовлені ним з реготом за декілька хвилин до смерті: «Tirez le rideau, la farce est jouée» («Опустіть завісу, фарс зіграно»).

## Творчість

### Гаргантюа і Пантагрюель

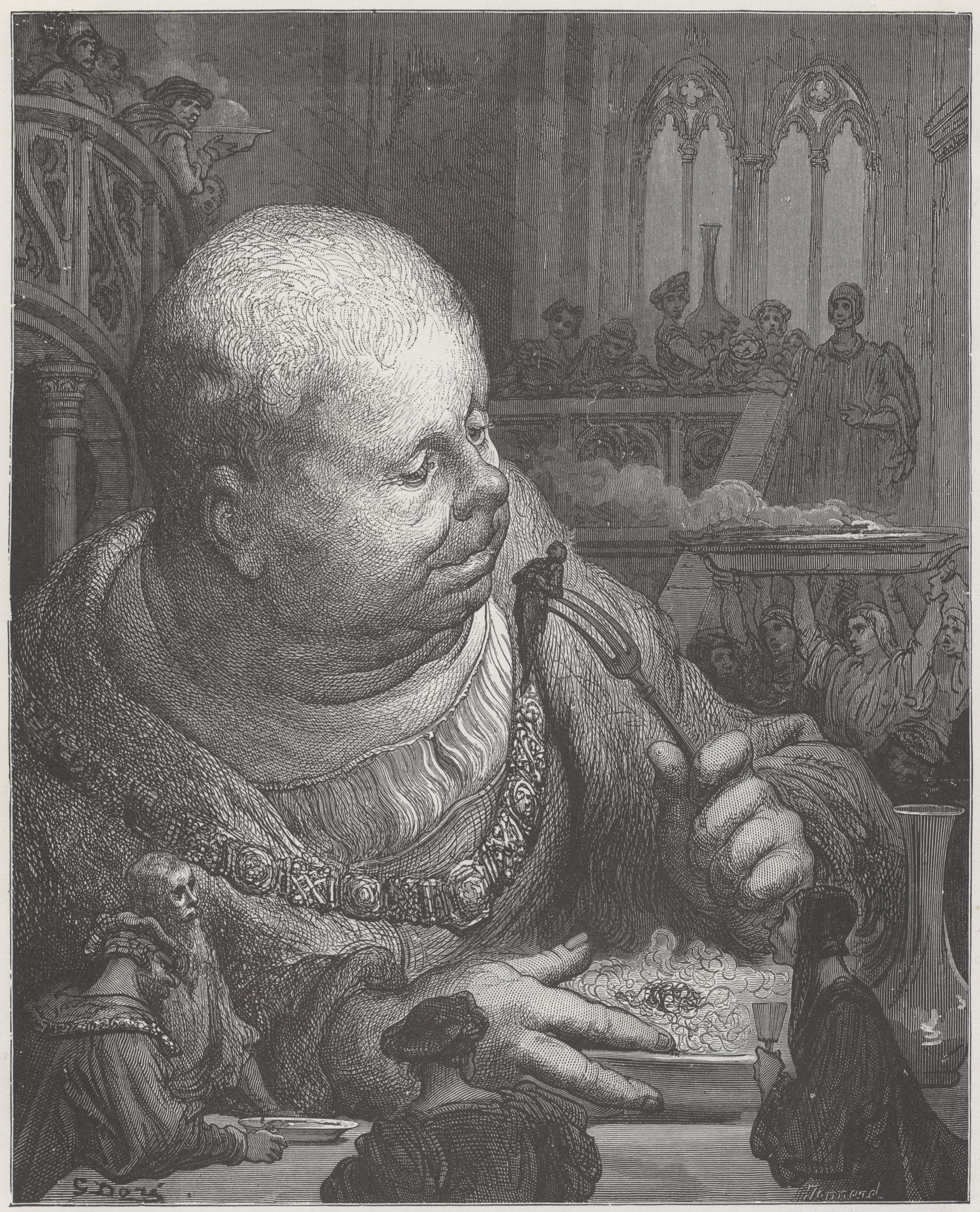
Гаргантюа і пілігрими в салаті — ілюстрація Доре, 1873 р.

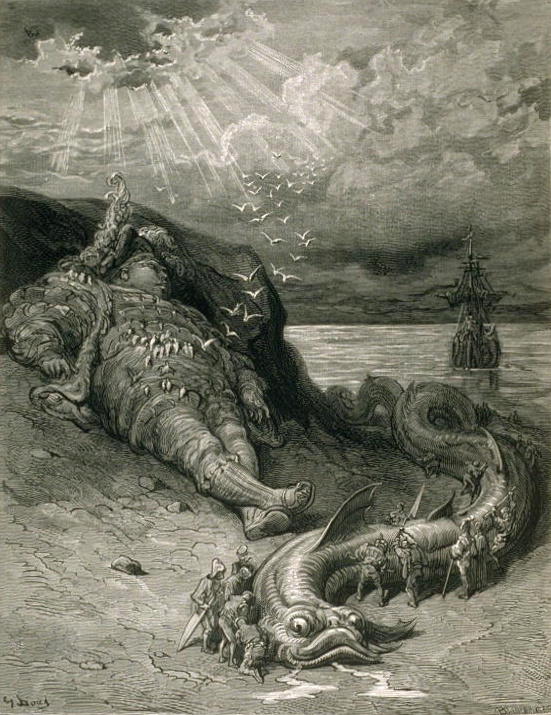
Пантагрюель — ілюстрація Доре, 1873 р.

Сатирично-філософський роман «Гаргантюа і Пантагрюель» складається з п'яти частин. Це головний твір Рабле, над яким він працював понад 20 років.
Фольклорний персонаж Гаргантюа та його пригоди були відомі з французьких народних переказів починаючи з XV століття. У 1532 році в Ліоні було видано збірку народних оповідок про пригоди Гаргантюа. Того ж року вийшла друком і перша частина роману Рабле. Це видання, як і наступні, було одразу заборонене Сорбонною.
У першій книзі «Пантагрюель» (1532 р.) Рабле описує історію велетня Пантагрюеля, сина Гаргантюа: його народження, виховання та героїчні подвиги. Використовуючи фантастичну, казкову основу сюжету та стилістику лицарських романів, Рабле створив всеохопну сатиру тогочасного французького суспільства. Гумор і дотеп поєднуються в цьому творі з гуманістичними ідеями раннього Ренесансу.
Друга книга «Гаргантюа» (1534 рік) присвячена батькові Пантагрюеля, Гаргантюа, його гуманістичному вихованню велетнем Ґранґозьє. Тут висміюються монастирські принципи виховання й сама Сорбонна зі своїм заскорублим, ортодоксальним духом. Описується заснування утопічного монастиря Телема (Thélème), де спільно живуть чоловіки й жінки під девізом: «Роби що хочеш» («Fais ce que voudras»). Образ монастиря Телем — пародія на середньовічні монастирі, що були осідками гуманістичної еліти.
Третя (1546 р.) й четверта книги (1552 р.) присвячені мандрам Пантагрюеля та його супутника Панурга в пошуках дивовижного оракула «Dive bouteille». Калейдоскопічна зміна строкатих епізодів надає оповіді динамізму й легкості. У творі змальовують тогочасні уявлення в таких сферах знання, як астрологія, медицина та філософія. У гостросатиричній формі Рабле висміює суперечності цих уявлень та вчень.
П'ята частина (1564 рік), за останніми дослідженнями, також належить перу Рабле. Один спритний видавець, знаючи про популярність попередніх книжок Рабле, вирішив опублікувати чернетки другої та третьої книги, які випадково потрапили йому до рук, представивши їх як заключну частину роману.
Багато епізодів роману залишаються темними й уможливлюють різноманітні тлумачення. Проте цілком промовистим є загальне гуманістичне спрямування роману, негативне ставлення Рабле до середньовічної схоластики, догматизму, заклик до духовної свободи, радості життя, віри в людське добро та гідність. Безліч анекдотів, дотепів, жартів надзвичайно пожвавлюють оповідь. Рабле демонструє невичерпну фантазію не лише сюжетів, а й словотвору, винаходячи нові, часто кумедні поняття, комбінуючи просторіччя з високим стилем, вдаючись до арготизмів та латинізмів. Своєрідність стилю Рабле зміг відтворити хіба що Оноре де Бальзак в своїх «Грайливих історіях» (фр. Les Cent Contes drolatiques), написаних під впливом «Гаргантюа й Пантагрюеля».
Французький історик XIX століття Жуль Мішле писав: «450 років тому, ледь у ліонських книжних лавках з'явилася перша книга Рабле, людство зрозуміло, що народився письменник величніший, ніж Аристофан».

## М. Бахтін про Франсуа Рабле
У 1940 році Михайло Бахтін написав роботу «Творчість Франсуа Рабле й народна культура середньовіччя й Ренесансу»(уперше опублікована в 1965 році), у якій провів детальний аналіз роману, схарактеризувавши його як шедевр, що вінчає народну, сміхову й карнавальну культуру Середньовіччя.

## Твори

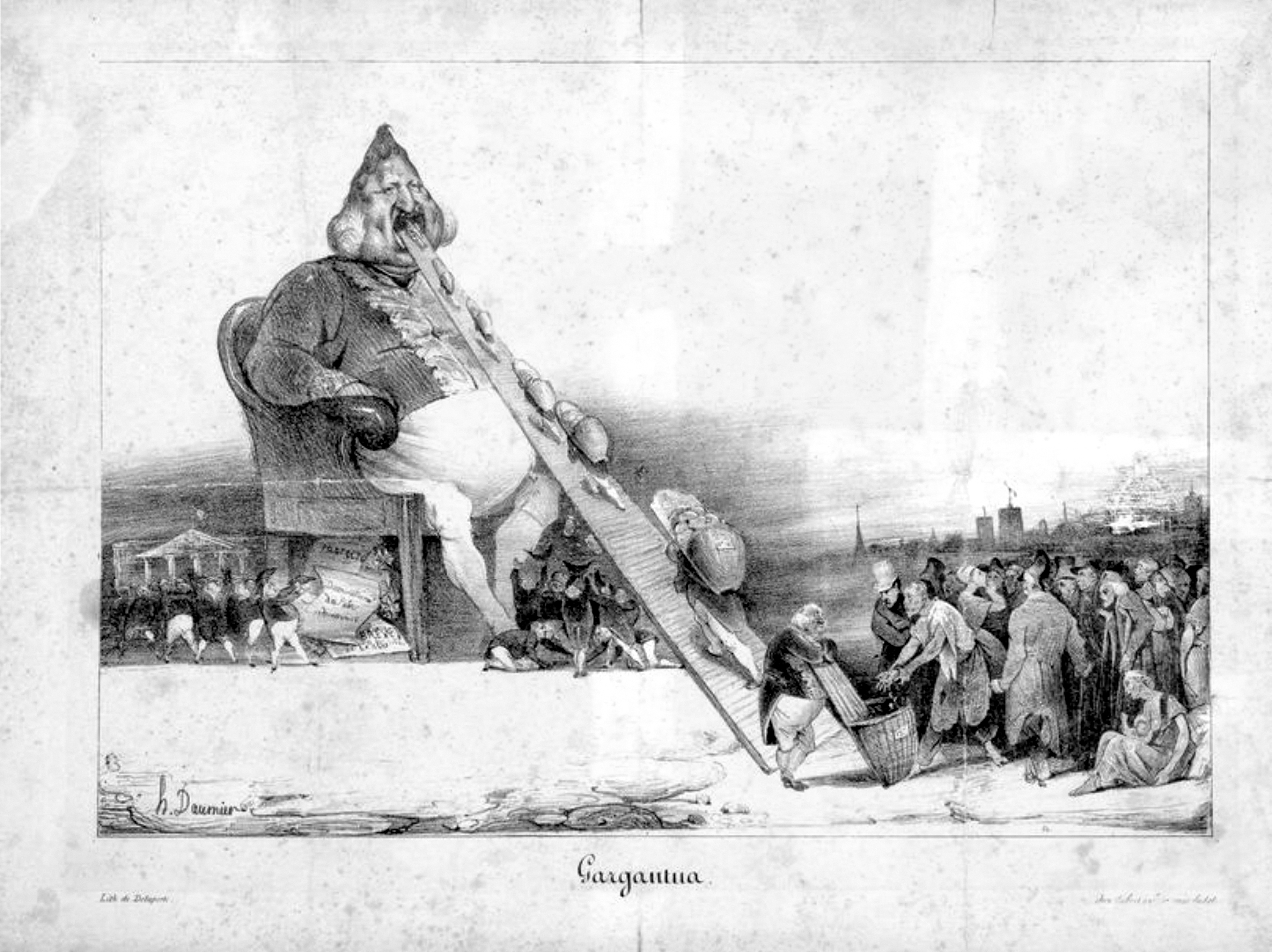
Гаргантюа (літографія Оноре Дом'є)

- Les horribles et épouvantables faits et prouesses du très renommé Pantagruel, Roi des Dipsodes, fils du grand géant Gargantua. Composés nouvellement par maître Alcofrybas Nasier (Жахливі й жахаючі події й геройства вельми знаного Пантагрюеля, короля дисподів, сина великого гіганта Гаргантюа нещодавно описані магістром Алькофрибасом Назьє), 1532 р.
- La vie très horrifique du grand Gargantua, père de Pantagruel (Дуже жахаюче життя великого Гаргантюа, батька Пантагрюеля), 1534 або 1535 рр.
- Le Tiers Livre (Третя книга), 1546 р.
- Le Quart Livre (Четверта книга), 1552 р.
- Le Cinquième Livre (П'ята книга), посмертно 1564 р.[4]

## Переклади українською
Ґарґантюа та Пантаґрюель
Скорочено роман переклали Микола Іванов (1929) та Ірина Сидоренко (1984). Повністю роман Рабле переклав українською Анатоль Перепадя (2004).
Уривки
- Франсуа Рабле. Папідулі та папомани (уривок з роману «Ґаргантюа та Пантаґрюель»). Переклад з фр.: О. Жолдак. Київ: Держлітвидав України, 1957 . 30 с.

Скорочені
- Франсуа Рабле. Гаргантюа. Скорочений переклад з французької: Микола Іванов; передмова: Олександр Білецький. Харків: Держвидав України. 1929. 118 с.
- Франсуа Рабле. Гаргантюа і Пантагрюель. Скорочений переклад з французької: Ірина Сидоренко; післямова: Вадим Пащенко; малюнки: Юлій Крига. Київ: Веселка. 1984. 223 с.
  - (передрук) Франсуа Рабле. Гаргантюа і Пантагрюель. Скорочений переклад з французької: Ірина Сидоренко; післямова: Вадим Пащенко; малюнки: Ігор Вишинський. Київ: Веселка. 1990. 241 с. ISBN 5-301-00700-9
  - (передрук) Франсуа Рабле. Гаргантюа і Пантагрюель. Скорочений переклад з французької: Ірина Сидоренко.[5] Харків: Фоліо, 2017. 253 с. ISBN 978-966-03-7865-0[6][7]
- Франсуа Рабле. Ґарґантюа та Пантаґрюель. Скорочений переклад з російського переказу Леоніда Яхніна: Володимир Герман, Оксана Думанська. Київ: Махаон-Україна. 2011. 96 с. ISBN 978-617-526-396-9[8]
- Франсуа Рабле. Гаргантюа і Пантагрюель. Скорочений переклад з французької: Леонід Кононович. Київ: КМ-Букс, 2016. 208 с. ISBN 978-966-923-014-0[9][10]

Повні
- Франсуа Рабле. Ґарґантюа та Пантаґрюель: у 2-ох томах. Переклад зі старофранцузької: Анатоль Перепадя. Львів: Кальварія, 2004. 584 с.; 413 с.  ISBN 9789666631292 (комплект з Т. 1 та Т. 2)[11][12]
  - Том 1: Франсуа Рабле. Ґарґантюа та Пантаґрюель (Том 1; книги 1-3). Переклад зі старофранцузької: Анатоль Перепадя. Львів: Кальварія, 2004. 584 с.  ISBN 9789666631308 (Т. 1)[13]
  - Том 2: Франсуа Рабле. Ґарґантюа та Пантаґрюель (Том 2; книги 4-5). Переклад зі старофранцузької: Анатоль Перепадя. Львів: Кальварія, 2004. 413 с.  ISBN 9789666631315 (Т. 2)[14]
  - (передрук) Франсуа Рабле. Ґарґантюа та Пантаґрюель; Переклад зі старофранцузької: Анатоль Перепадя. Київ: Інститут літератури ім. Т. Г. Шевченка НАН України / Харків: Фоліо, 2011. 634 с.  ISBN 978-966-03-5287-2
  - (передрук) Франсуа Рабле. Ґарґантюа та Пантаґрюель; Переклад зі старофранцузької: Анатоль Перепадя. Київ: Інститут літератури ім. Т. Г. Шевченка НАН України / Харків: Фоліо, 2012. 634 с.  ISBN 978-966-03-5881-2
  - (передрук) Франсуа Рабле. Ґарґантюа та Пантаґрюель; Переклад зі старофранцузької: Анатоль Перепадя. Харків: Бібколектор, 2012. 634 с. ISBN 978-966-97234-2-0